# Marion Bailey

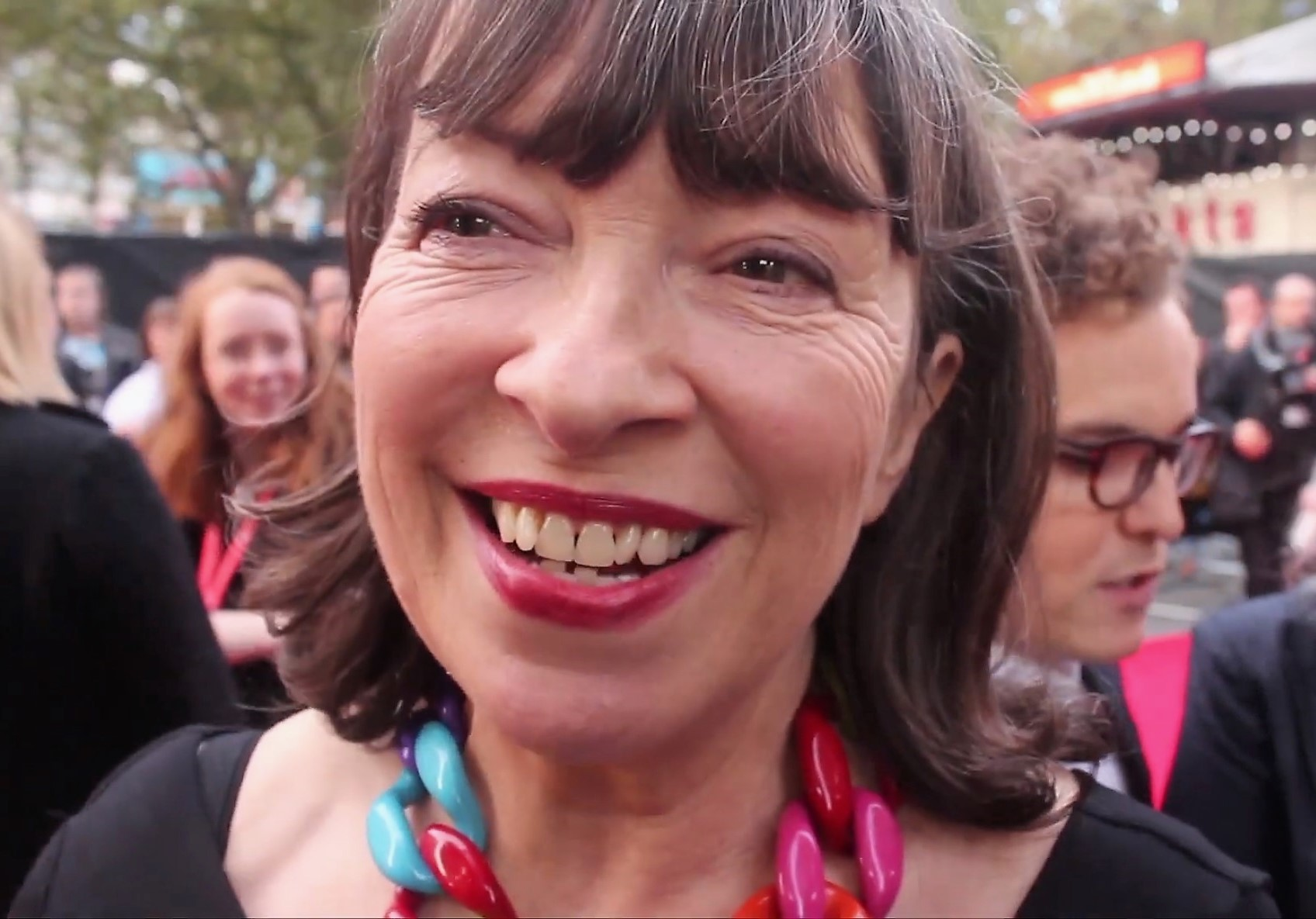
Marion Bailey, 2014

Marion Bailey (* 5. Mai 1951 in Bushey) ist eine britische Theater- und Filmschauspielerin.

## Leben
Marion Bailey wurde an der Guildhall School of Music and Drama in London zur Schauspielerin ausgebildet und war zunächst überwiegend am britischen Theater beschäftigt. Ab Anfang der 1980er Jahre war sie auch öfter in Fernsehserien zu sehen. Als Partnerin des Regisseurs Mike Leigh wirkte sie in dessen Filmen mit, darunter All or Nothing (2002), Vera Drake (2004), Mr. Turner – Meister des Lichts (2014) und Peterloo (2018). Ab 2019 spielte sie die „Queen Mum“ Elizabeth Bowes-Lyon in der Netflix-Serie The Crown.

## Filmografie (Auswahl)
- 1983: Meantime
- 1986: To Have and to Hold (Miniserie, 8 Folgen)
- 1995: Shine on Harvey Moon (Fernsehserie, 7 Folgen)
- 2002: All or Nothing
- 2003: I’ll Be There
- 2004: Vera Drake
- 2007: Persuasion
- 2007: New Tricks – Die Krimispezialisten (New Tricks, Fernsehserie, 1 Folge)
- 2014: Mr. Turner – Meister des Lichts (Mr. Turner)
- 2015: The Lady in the Van
- 2016: Allied – Vertraute Fremde (Allied)
- 2018: Peterloo
- 2019–2020: The Crown (Fernsehserie, 18 Folgen)
- 2022: Shakespeare & Hathaway – Private Investigators (Fernsehserie, 1 Folge)
- 2023: Obsession (Miniserie, 3 Folgen)
- 2023: Alles Licht, das wir nicht sehen (All the Light We Cannot See, Miniserie, 4 Folgen)